# Distrito de Poltár
El distrito de Poltár (en eslovaco Okres Poltár) es una unidad administrativa (okres) de Eslovaquia Central, situado en la región de Banská Bystrica, con 23 594 habitantes (en 2003) y una superficie de 505 km².

## Demografía
| Año        | 1994   | 2004    | 2014    | 2024    |
| ---------- | ------ | ------- | ------- | ------- |
| Población  | 23 209 | 22 893  | 22 074  | 20 135  |
| Diferencia |        | −1,36 % | −3,57 % | −8,78 % |

| Año        | 2023   | 2024    |
| ---------- | ------ | ------- |
| Población  | 20 247 | 20 135  |
| Diferencia |        | −0,55 % |

## Ciudades
- Poltár (capital) 5693

## Municipios (población año 2017)
- Breznička 762
- České Brezovo 498
- Cinobaňa 2254
- Ďubákovo 82
- Hradište 244
- Hrnčiarska Ves 960
- Hrnčiarske Zalužany 874
- Kalinovo 2189
- Kokava nad Rimavicou 2849
- Krná 52
- Málinec 1494
- Mládzovo 95
- Ozdín 305
- Rovňany 257
- Selce 116
- Šoltýska 105
- Sušany 422
- Uhorské 532
- Utekáč 946
- Veľká Ves 443
- Zlatno 472